# Wu Pin (malíř)

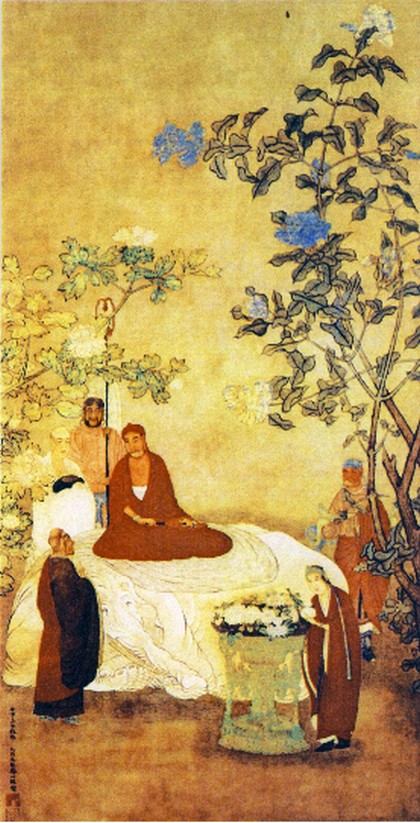
Wu Pin, Portrét Buddhy

Wu Pin (čínsky pchin-jinem Wú Bīn, znaky zjednodušené 吴彬, tradiční 吳彬) byl čínský malíř a básník mingského období, činný v éře Wan-li (1573–1620).

## Jména
Wu Pin používal zdvořilostní jméno Wen-čung (čínsky pchin-jinem Wénzhōng, znaky 文中) a pseudonymy Č’-jin tchou-tchuo (čínsky pchin-jinem Zhīyǐn tóutuó, znaky zjednodušené 枝隐头陀, tradiční 枝隱頭陀) a Č’-jin seng (čínsky pchin-jinem Zhīyǐn sēng, znaky zjednodušené 枝隐僧, tradiční 枝隱僧).

## Život a dílo
Wu Pin pocházel z Pchu-tchienu v provincii Fu-ťien, jeho životní data nejsou známa, byl aktivní v éře Wan-li (1573–1620). Už v mládí získal uznání za své malířské umění. Po dosažení dospělosti přesídlil do Nankingu, zde se začlenil do společnosti vzdělanců a literátů, vydal knihu poezie, psal i prózu. Byl oddaným buddhistou, což se projevilo i při volbě námětů jeho prací, například kolem roku 1601 pro nankingský klášter Čchi-sia namaloval pět set luo-chanů (buddhistických světců). Koncem éry Wan-li byl zaměstnán jako malíř u císařského dvora v Pekingu.
V malbě obrazů se projevil jako originální extrentrik. Vycházel z místní fuťienské tradice ovlivněné prvky školy Wu, které dodaly jeho malbám eleganci a krásu, převzal však i expresivní výraz školy Če. Jeho krajiny mají štíhlé, ale monumentální, vrcholy táhnoucí se za obvyklé meze; jeho postavy mají groteskně deformované proporce, přitom však vystihuje jejich vnitřní podstatu; i v žánru květin a ptáků projevil svou originalitu.
Je možné, že byl ovlivněn evropskou malbou, která se v jeho době objevila v Číně. Po své smrti byl rychle zapomenut a k oživení zájmu o jeho dílo došlo až ve 20. století.